# Gerold von Sax-Hohensax
Gerold von Sax-Hohensax (* ca. 1400; † 15. Oktober 1480 in St. Gerold) war von 1452 bis 1480 der 33. Abt von Einsiedeln.

## Leben

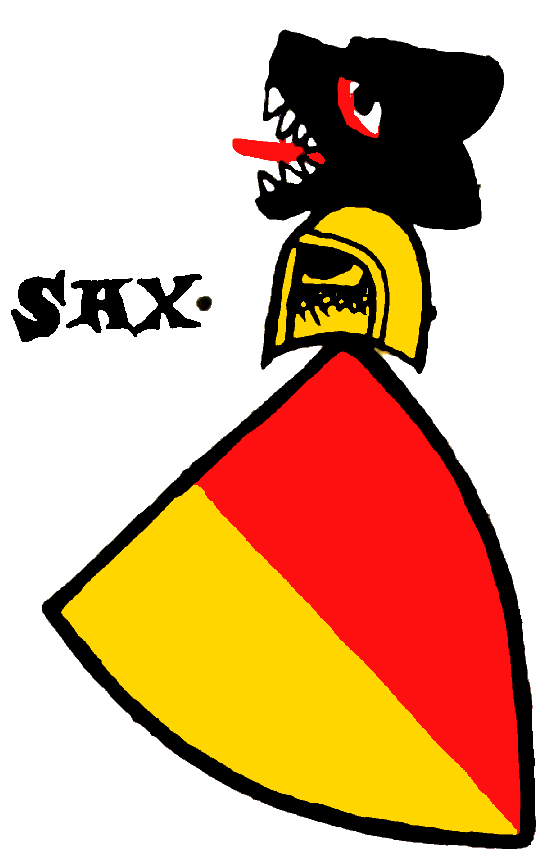
Wappen derer von Sax in der Zürcher Wappenrolle

Gerold war Sohn des Ulrich Eberhard des Jüngeren von Sax-Hohensax und der Elisabeth von Werdenberg-Sargans. Seine Brüder waren der Einsiedler Abt Rudolf III. von Hohensax und Diepold, Herr von Bürglen TG. Gerold wird erstmals 1428 erwähnt als Inhaber der Einsiedler Klosterämter Kantorei und Kellerei. Er war 1443 Propst der Propstei Sankt Gerold im Vorarlberg und wurde 1452 zum Abt von Einsiedeln gewählt. Er setzte sich für päpstliche Wallfahrtsprivilegien ein.
Unter Gerolds Führung bestätige Papst Pius II. am 2. Juni 1463, dass das Kloster nicht gezwungen werde könne, Hochadelige aufzunehmen, wie es der alten Gewohnheit entsprach.
Abt Gerold nahm einige Familienmitglieder ins Kloster auf: Konrad von Hohenrechberg, seinen Vetter, Albrecht von Bonstetten, den Sohn seiner Schwester, sowie Barnabas von Mosax, einen weiteren Verwandten. Damit diente das Stift auch als Versorgungsstätte einiger enger Familienmitglieder.
In der Nacht des 21. April 1465 brach in der Gnadenkapelle ein grosses Feuer aus, dem die Kapelle, das Münster und der Fronaltar zum Opfer fielen.
Nach dem Klosterbrand kam es zu Zwistigkeiten mit Schwyz als Inhaber der Klostervogtei. Von Schwyz und dem Bischof von Konstanz gewaltsam abgesetzt, wurde er vom Papst Sixtus IV. rehabilitiert, musste aber nach dem Wiederaufflammen des Konflikts mit Schwyz am 27. Oktober 1469 zurücktreten. Er zog sich in die Propstei Sankt Gerold zurück.